# Vinogradi Peak
Der Vinogradi Peak (bulgarisch връх Виногради wrach Winogradi) ist ein 1043 m hoher Berg auf der Trinity-Halbinsel des Grahamlands im Norden der Antarktischen Halbinsel. Er ragt 1 km südlich des Gurgulyat Peak, 3,65 km westsüdwestlich des Mount Reece und 5,2 km nördlich des Mount Bradley in den Kondofrey Heights auf.
Deutsche und britische Wissenschaftler nahmen 1996 gemeinsam seine Kartierung vor. Die bulgarische Kommission für Antarktische Geographische Namen benannte ihn 2010 nach der Ortschaft Winogradi im Südwesten Bulgariens.